# Tsuki no Misaki

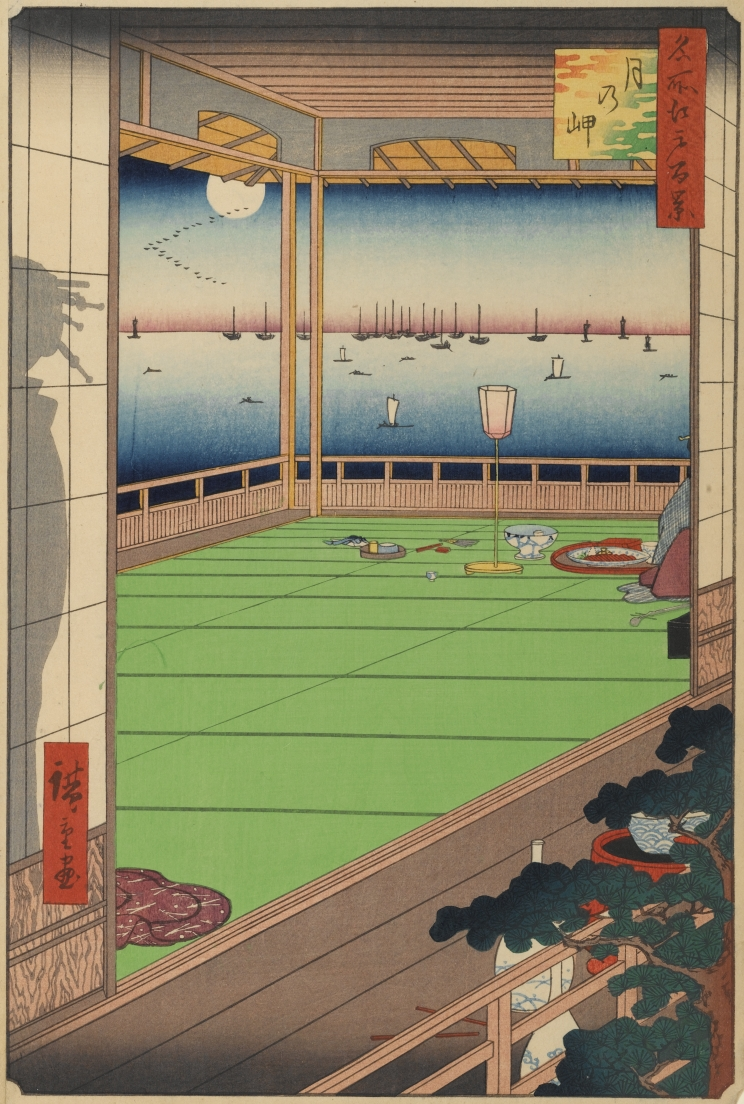
Zeichnung von Utagawa Hiroshige, Tsuki no Misaki, aus der Serie 100 berühmte Ansichten von Edo

Tsuki no Misaki (jap. 月の岬, dt. „Landzunge des Mondes“) ist ein Plateau im Stadtbezirk Minato von Tokio, Japan.
Das Plateau liegt auf einem Hügel über der Bucht von Tokio und der Hijiri-zaka (聖坂, dt. „Heiliger Hügel“).
Sehenswürdigkeiten sind der buddhistische Tempel Saikai-ji (済海寺), der Spielplatz Kamezuka-kōen und der Mita Hachiman-Schrein (御田八幡神社, Mita Hachiman-jinja), ein Shintō-Schrein auf der dem Meer zugewandten Seite, und die Grundschule Mita (御田小学校, Mita shōgakkō) auf der binnenländischen Seite.